# Bandeira Marítima da Índia

Bandeira Marítima da Índia.

Bandeira Marítima da Índia (ou, em vez de Bandeira Marítima, Naval Jack como é conhecida na sua forma em inglês), popularmente conhecida como Ensignia Azul Indiana  é a bandeira da Marinha da Índia.